# Kuwait Petroleum International
Kuwait Petroleum International (KPI), comunament coneguda com a Q8 (pronunciat Qu-eit o Kuweit), és una filial de Kuwait Petroleum Corporation (KPC) fundada el 1983. L'empresa refina i distribueix combustibles, lubricants i altres productes petroliers a Europa i subministra més de 4.000 estacions de servei i distribueix directament els seus combustibles i gasoil de calefacció a indústries i clients domèstics.
Kuwait Petroleum International també ofereix IDS (International Diesel Service), un sistema electrònic de targetes de combustible per a flotes corporatives en més de 700 emplaçaments d'Europa. KPI també opera el reabastament de combustible a més de 40 aeroports a tot el món i posseeix 5 plantes de barreja de lubricants. A més de la venda directa a Europa, també exporta els seus productes a 75 països d'arreu del món.